# Donji Vidovec
Donji Vidovec  è un comune della Croazia di 1 595 abitanti della Regione del Međimurje.